# Bould
Bould – osada w Anglii, w hrabstwie Oxfordshire, w dystrykcie West Oxfordshire. Leży 31 km na północny zachód od Oksfordu i 113 km na zachód od Londynu.